# 新河峡谷国家公园和保护区
新河峡谷国家公园和保护区（New River Gorge National Park and Preserve）是位於美國阿巴拉契亚山脉西維吉尼亞州南部新河峡谷的一個國家公園，由美国国家公园管理局負責管理。公园和保护区于1978 年建立。新河峡谷是激流漂流活动的举办地，也是一個攀岩区 。